# دینی پیلز
دینی پیلز (انگلیسی: Dinny Pails؛ زاده ۴ مارس ۱۹۲۱ درگذشته ۲۲ نوامبر ۱۹۸۶) یک تنیس‌باز اهل استرالیا بود.